# 邹云翔
邹云翔（1896年—1988年），男，江苏无锡人，中国中医内科学家，曾任南京中医学院教授、博士生导师，第三、四届全国人大代表。